# Лисичанский машиностроительный завод
Лисича́нский машинострои́тельный заво́д (ЗАО «ЛисМаш») — машиностроительное предприятие в городе Лисичанске Луганской области Украины.

## История

### 1952 - 1991
Лисичанский завод «Строммашина» был создан в 1952 году в соответствии с пятым пятилетним планом развития народного хозяйства СССР и подчинен Министерству строительно-дорожного и коммунального машиностроения СССР с вышестоящей подчиненностью головного предприятия «Союзцеммаш».
Ориентирован на строительную индустрию и грузоподъемное оборудование для сыпучих материалов. Изготовление металлоконструкции по чертежам заказчика. Имеется собственное конструкторское бюро.
Завод имеет многолетний опыт изготовления различного оборудования. В течение 40 лет завод поставлял технологическое оборудование на предприятия строительной индустрии всего СССР.
Первоначально на территории завода существовал литейный участок, продукцией которого в основном были шары для мельниц. Также существовал механический цех с токарной и фрезерной обработкой деталей и небольшой по площади цех по сборке металлоконструкций, который потом переоборудован в складское помещение.
В 1966 году был построен цех металлоконструкций (ЦМК) который в настоящее время является основным производственным корпусом завода, а в 1973 году был пущен в эксплуатацию механосборочный цех (МСЦ). Эти крупные производственные подразделения, с численностью порядка 150 человек в ЦМК и до 220 человек МСЦ, занимались выпуском машин для производства железобетонных конструкций, а сами конструкции использовались для крупнопанельного домостроения.
Выпускались машины СМЖ-340 (машины для производства сантехнических машин), СМЖ-419 (машина для производства железобетонных труб большого диаметра, машины для мойки и обработки внешних поверхностей железобетонных плит, машины для упрочнения металлических стержней в железобетонных плитах), подъемно-транспортные машины (элеваторы транспортные и др., применяемые в строительстве). Выпускались также и с/х машины (кормосмесители, машины для автоматического ввода травяной муки, всевозможные дробилки, корморезки и т. д.).
К середине 1980-х завод имел в своем составе около 11 структурных подразделений с общей численностью около 1260 человек. Месячный объем выпускаемой продукции достигал до 1,1 млн. рублей.
В целом, в советское время завод «Строммашина» являлся предприятием союзного подчинения и входил в число крупнейших предприятий города.

### После 1991
После провозглашения независимости Украины в связи с сокращением крупного домостроения и разрушением прежних кооперационных связей завод «Строммашина» потерял свою специализацию и стал искать пути восстановления производственного потенциала.
В мае 1995 года Кабинет министров Украины утвердил решение о приватизации Лисичанского завода "Строммашина".
В 1996 году на базе завода было сформировано ОАО «Строммашина», которое начало сдавать в аренду производственные участки которые само не могла обеспечить заказами, сырьем, материалами. Так в аренду был сдан электродный участок, а затем и основные цеха были разделены на 3 дочерних предприятия:
- ДП «завод Строммашина 1», которому принадлежали ЦМК и инструментальный участок с основными производственными мощностями.
- ДП «завод Строммашина 2», которому принадлежали литейный участок, небольшой участок сборки и участок товаров народного потребления.
- ДП «Строммаркет», которое занималось операциями снабжения и сбыта продукции этих ДП и транспортными перевозками.

ДП занимались в основном разовыми заказами по производству металлоконструкций и литья (элеваторы, маслопресса, металлические киоски).
В августе 1998 года арбитражный суд Луганской области возбудил дело о банкротстве завода "Строммашина".
К 2000 г. ДП «Строммашина 1» стало специализироваться на выпуске котлов на твёрдом топливе для индивидуального обогрева жилых зданий, теплиц и малых производственных корпусов. Однако в те времена было тяжело найти массовых потребителей и само производство было связано с применением материалов, которые катастрофически начали увеличиваться в цене. ОАО «Строммашина» заключила договора с дочерними предприятиями на ремонт и обслуживание оборудования и коммуникаций, разработку технической документации на продукцию, изготавливаемой в дочерних предприятиях. Но средств, полученных от этой деятельности было недостаточно, чтобы своевременно и в полном объеме погашать свои обязательства. Поэтому в конце 2002 советом акционеров было принято решение продать акции в частные руки, в результате чего в 2003 году на базе производственных мощностей ОАО «Строммашина» было организовано новое предприятие — ЗАО «ЛисМаш».
По состоянию на начало 2010 года Лисичанский машиностроительный завод входил в число крупнейших действующих промышленных предприятий города.

## Деятельность
ЗАО «ЛисМаш» специализируется на выпуске металлоконструкций и оборудования используемых в строительстве, сельском хозяйстве, угольной и металлургической индустрии, а также в быту.

## Ссылка
- Официальный сайт завода